# Campimoptilum oriens
Campimoptilum oriens is een vlinder uit de familie van de Nachtpauwogen (Saturniidae). De wetenschappelijke naam van deze soort is, als Goodia oriens, voor het eerst gepubliceerd in 1909 door George Francis Hampson.
De soort komt voor in het Afrotropisch gebied waaronder Soedan, Congo-Kinshasa, Oeganda, Kenia en Tanzania.